# Patrouille Suisse
La Patrouille Suisse (en español: «Patrulla Suiza») es un grupo de demostración de vuelo que forma parte de la Fuerza Aérea Suiza y que fue creado el 8 de agosto de 1964, tomando su nombre de la francesa Patrouille de France. En sus demostraciones aéreas inicialmente usaban cuatro Hawker Hunter, hasta 1994, cuando fueron sustituidos por aviones Northrop F-5E Tiger II, operando seis en sus espectáculos.
| Identificador | Posición         | Name                                |
| ------------- | ---------------- | ----------------------------------- |
| Tiger Zero    | Comandante/Jefe  | Lt Col Nils Hämmerli "Jamie"        |
| Tiger Uno     | Líder            | Capt Gunnar Jansen „Gandalf“        |
| Tiger Due     | Ala derecha      | Capt Claudius Meier „Mac“           |
| Tiger Tre     | Ala izquierda    | Capt David Pereira „Pepe“           |
| Tiger Quattro | Hueco            | Capt Martin Schär „Jaydee“          |
| Tiger Cinque  | 2º en solitario  | Capt Nannini „Bigfoot“              |
| Tiger Sexi    | 1º en solitario  | Capt Hptm Michael Duft „Püpi“       |
| Tiger Sette   | Piloto sustituto |                                     |
| Tiger Otto    | Interlocutor     | Lt Col Christian Trottmann „Trotti“ |
| Tiger Nove    | Interlocutor     | Capt Jody Bolomey „Jody“            |

## Aviones utilizados
| Avión                  | Número | Periodo           |
| ---------------------- | ------ | ----------------- |
| Hawker Hunter          | 4      | 1964 — 1970       |
| Hawker Hunter          | 5      | 1970 — 1978       |
| Hawker Hunter          | 6      | 1978 — 1994       |
| Northrop F-5E Tiger II | 7      | 1994 — actualidad |

- J-3081
- J-3083
- J-3084
- J-3085
- J-3086
- J-3087
- J-3089 (Spare aircraft)

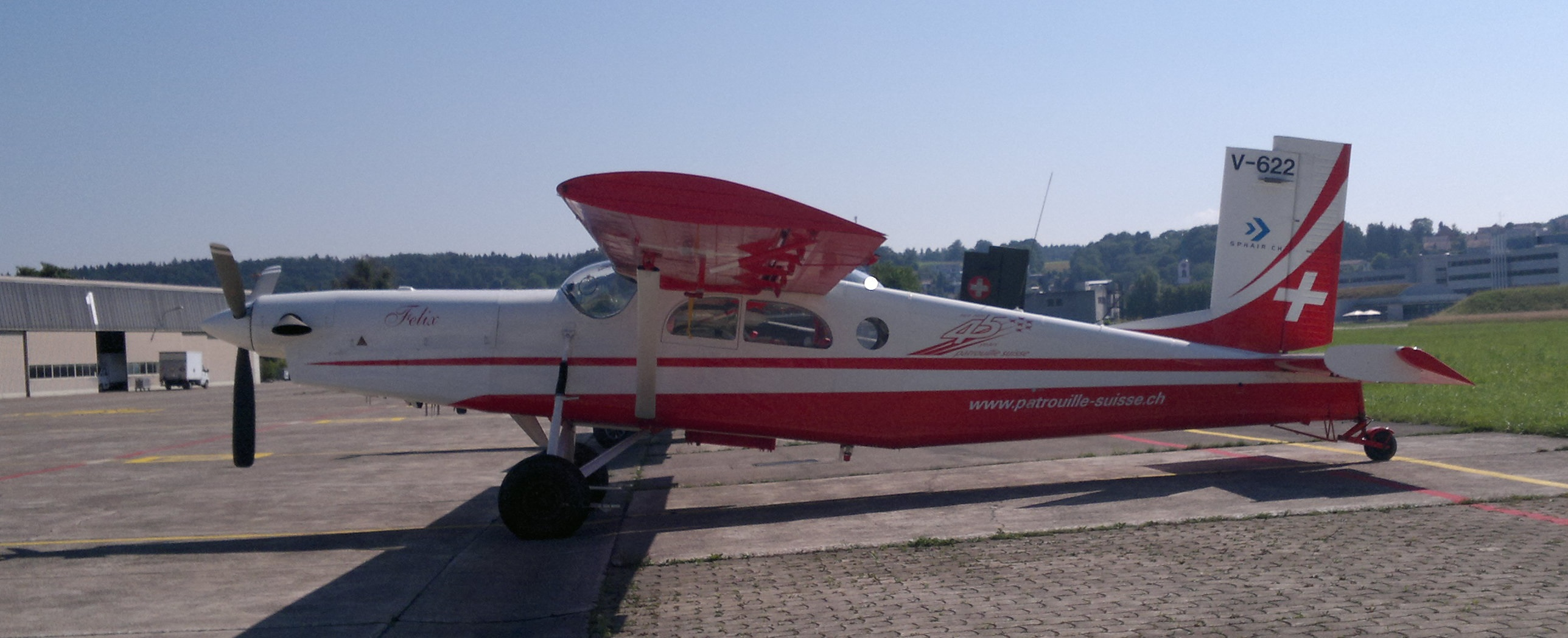
Patrouille Suisse PC-6 V-622 "Felix"

- V-622 Pilatus PC-6 Turboporter "Felix"  Avión de transporte

## Galería de imágenes

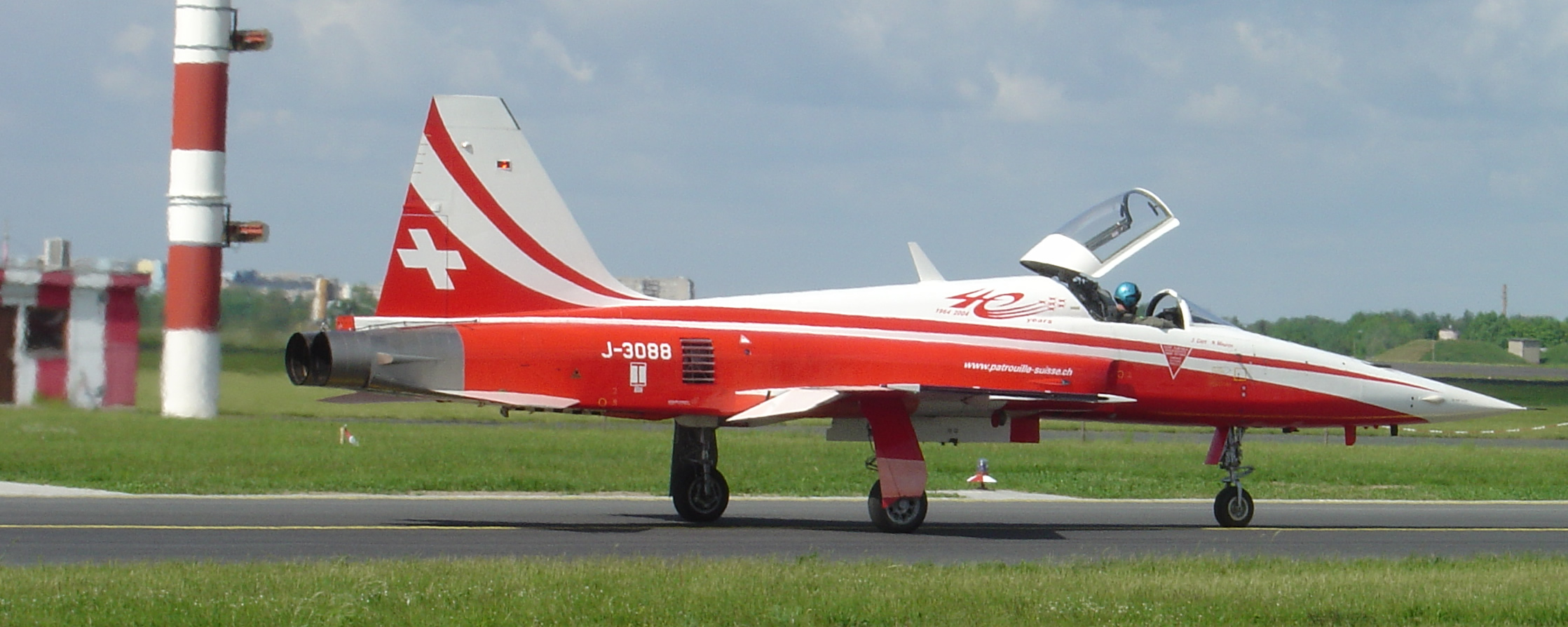
F-5E de la Patrouille Suisse.
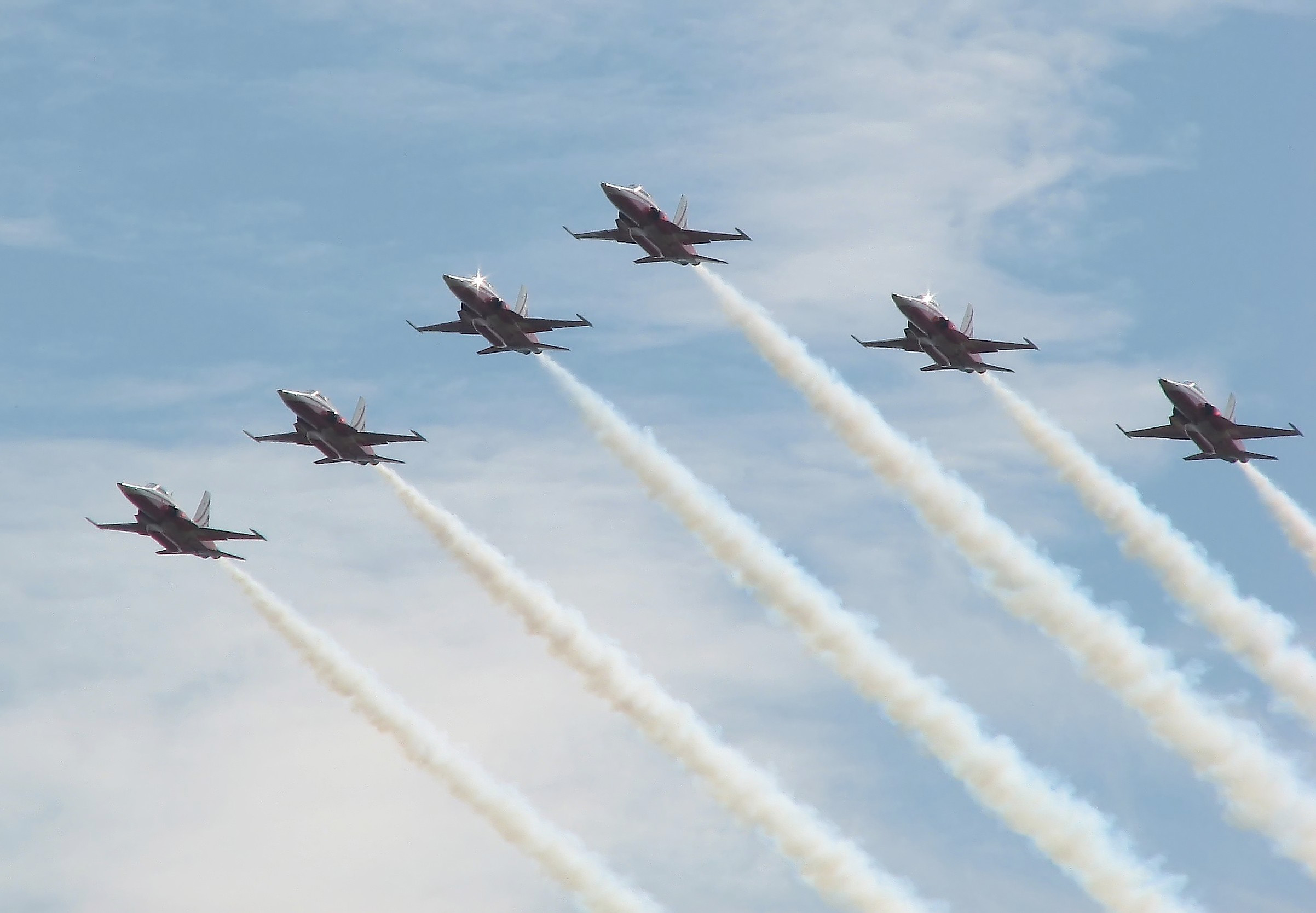
La Patrouille Suisse en el Royal International Air Tattoo de 2006.
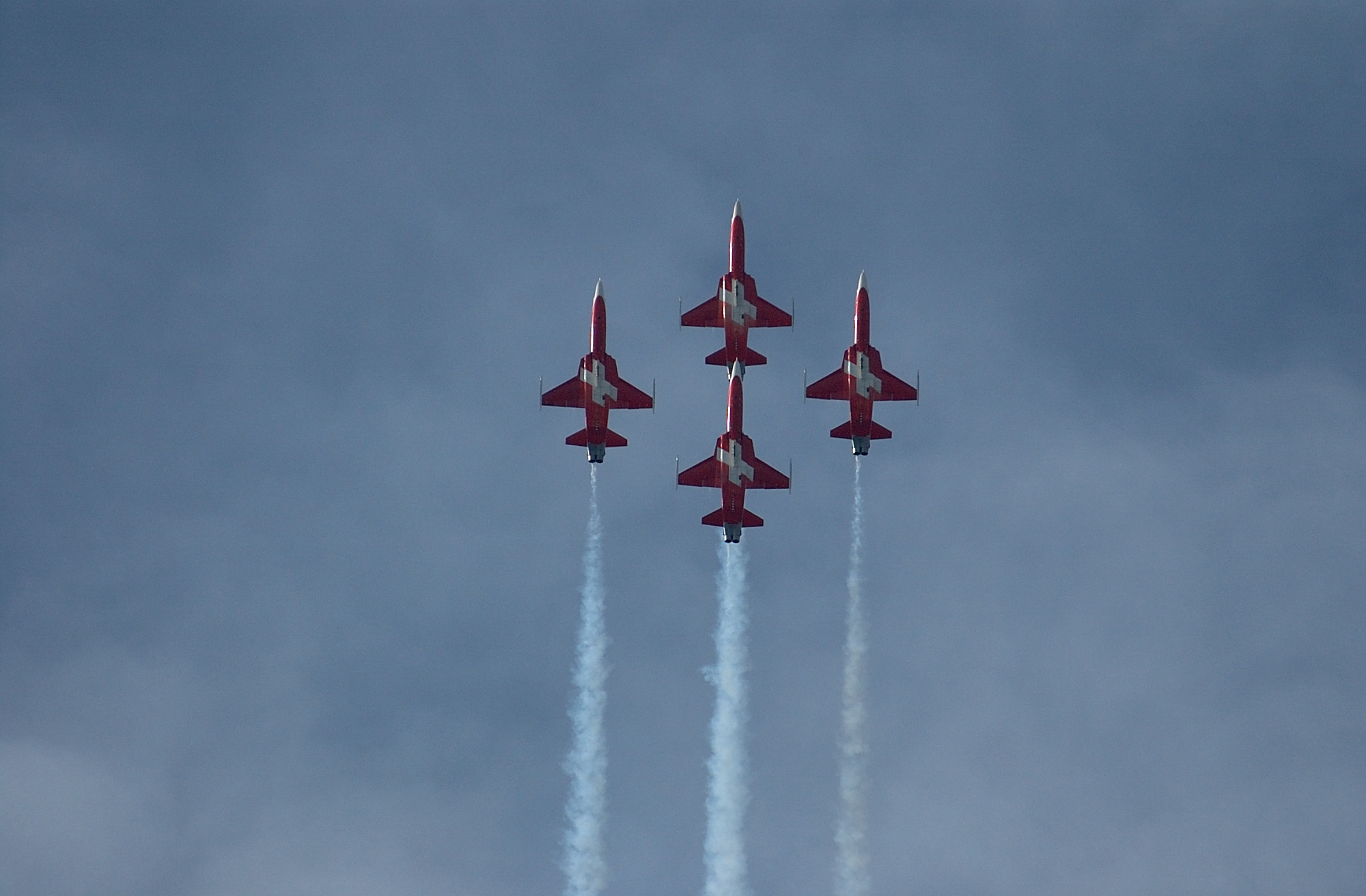
Cuatro F-5E de la Patrouille Suisse volando en formación.
Demostración aérea de la Patrouille Suisse en la Exhibición Aeroespacial Internacional (ILA) de 2006.